# Анж Піту
«Анж Піту́» (фр. Ange Pitou) — історичний роман французького письменника Александра Дюма, створений у 1850—1851 роках у співавторстві з Огюстом Маке. Є третьою частиною тетралогії «Записки лікаря» разом з такими відомими романами як «Жозеф Бальзамо», «Намисто королеви» і «Графиня де Шарні». Сюжет твору описує історію життя юнака Анжа Піту на тлі подій початку Великої французької революції. Вперше роман був надрукований частинами у 1850—1851 роках у французькій газеті «La Presse».

## Сюжет

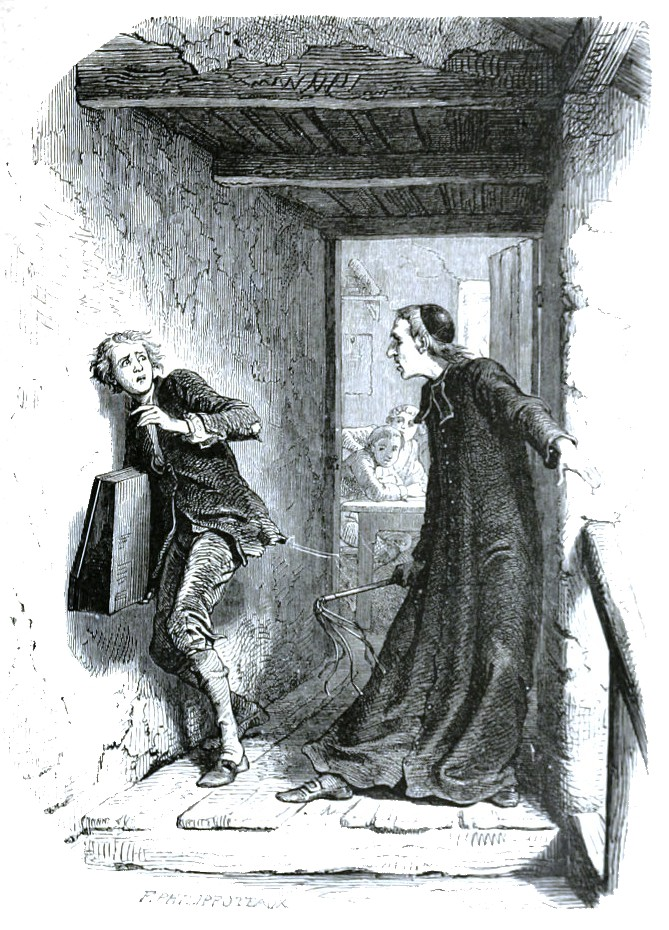
Сцена вигнання Анжа Піту абатом Фортьє.

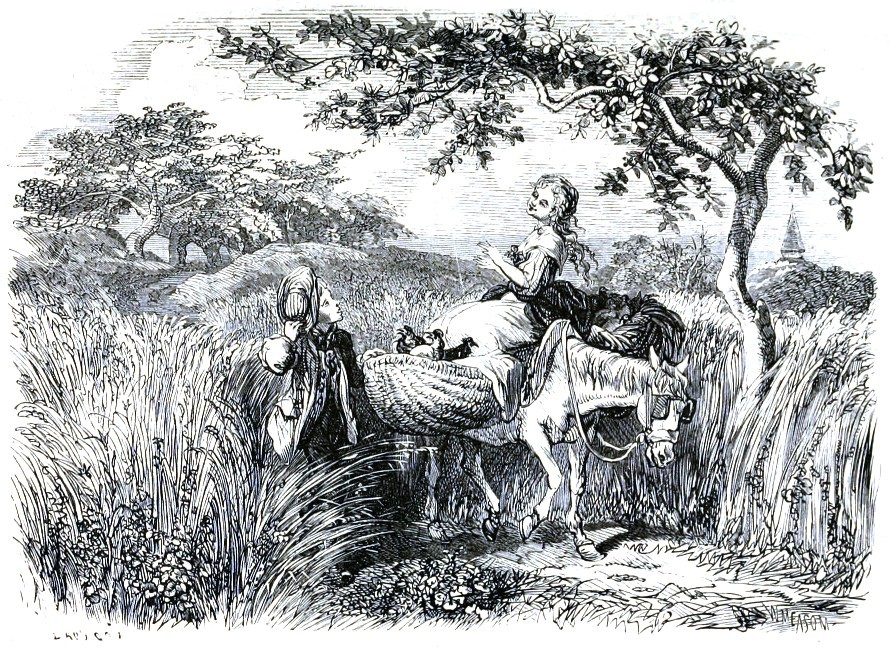
Зустріч Анжа Піту з Катериною.

Анж Піту ще у ранньому дитинстві втратив батька і під наглядом добросердої, але недалекоглядної матері ріс шибайголовою. У підлітковому віці, коли померла його ненька, єдиною його навичкою було браконьєрство. Потрапивши під нагляд рідної тітки Анжеліки — суворої і жадібної старої діви — він змушений відшкодовувати своє утримання постачанням дичини. Але тітці цього мало. Щоб скоротити жалюгідні видатки, вона віддає Анжа у безкоштовне навчання до абата Фортьє, проте той виганяє школяра за помилки у вивченні латини («варваризми і солецизми»). Рятуючись від тітчиного гніву, Піту забрідає до господи фермера Більо, в дочку якого, Катерину, юнак палко закоханий. Тут йому дають притулок і роботу.
Більо арендує ферму в опікуна Піту — доктора Жильбера, який вже тривалий час мешкає в Америці (в цій постаті читач впізнає одного з головних героїв роману «Жозеф Бальзамо»). З Америки доктор прислав фермеру власну брошуру про свободу. Більо за допомогою Анжа починає пропаганду серед наймитів, однак до його будинку приходять таємні агенти і заарештовують обох агітаторів начебто за крамольну книжку. Арештанти рятуються втечею, однак Більо виявляє, що заборонена книжка лише привід. Насправді з його дому агенти виносять таємничий ящик доктора Жильбера, який фермер поклявся берегти як зіницю ока. З листа доктора Більо знає, що той перебуває у Парижі, тому, щоб попередити господаря про крадіжку, він вирушає з Анжем до столиці.
У Парижі вони дізнаються від сина доктора Жильбера, що його батько сидить у Бастилії. Провінціали збурюють народ і разом з багатотисячним натовпом беруть в'язницю штурмом. З документів арештанта випливає, що його засадили за ґрати на вимогу нікому не відомої графині де Шарні. Жильбер за посередництвом Жака Неккера потрапляє на аудієнцію до короля, де завойовує довіру монарха, отримує посаду королівського лікаря, а заодно і знайомиться з графинею де Шарні (вона фрейлина королеви Марії-Антуанетти). У цій жінці він впізнає мати власного сина, колись зґвалтовану ним Андреа де Таверне. Саме ця застаріла ненависть і була причиною його безпідставного арешту.
Тим часом революційні події набирають обертів. Більо весь час проводить з народом, але наступні дії повстанців (розправа над комендантом Бастилії, паризьким мером, арістократами Фуллоном, Бертьє де Савіньї тощо) показують найгірший бік некерованого натовпу: жадобу крові, несправедливість, безчестя, садизм. Більо розчаровується в революції, але Жильбер вмовляє фермера затриматись у Парижі ще трохи. Натомість юного Анжа Піту відправляють назад у село разом із докторським сином Себастьяном, якого Анж має передати на руки абату Фортьє. Виконавши це завдання, Піту вирушає на ферму, де його очікує несподівано холодний прийом з боку Катерини. Анж з'ясовує, що дівчина закохана в молодого графа де Шарні (дівера графині де Шарні). Розчарувавшись у коханні, Піту очолює місцевий підрозділ національної гвардії.

## Аналіз твору
За властивою Дюма звичкою, письменник створює «гібридний» сюжет, в якому особисте життя головних героїв тісно переплітається з історичними подіями. При цьому романтична сюжетна лінія (кохання Анжа до Катерини) виглядає бляклою і недостатньо опрацьованою. Однак сам автор і не приховував, що писав роман не стільки для розваги, скільки для повчання. За його задумом романтична лінія сюжету лише канва, на яку він нанизує суспільні події, намагаючись, перш за все розповісти про історію Франції, а не окремих людей. Цим також можна пояснити і непослідовність характеру Більо. З одного боку, це багатий фермер, який має знайомих серед аристократів, але з іншого, він симпатизує революціонерам. Непереконливо виглядають мотиви, які змушують хазяйновитого селянина у пору жнив (події роману розгортаються від 14 липня до осені), залишатись у Парижі, де панує голод і терор.
Ще одна сюжетна лінія — взаємовідносини доктора Жильбера і графині де Шарні — також виглядає незакінченою, але вже з іншої причини. У романі «Анж Піту» досить натяків на минулі події, через які графиня ненавидить доктора (історія його трагічного кохання описана в романі «Жозеф Бальзамо»), але при цьому розв'язки цьому протистоянню не видно. Це — підґрунтя для сюжету наступного роману «Графиня де Шарні».
Показово, що реальні історичні постаті, які не показані послідовно у всіх його частинах і які заслуговують на звання другорядних героїв роману (Людовик XVI, Марія-Антуанетта, революціонери) змальовані дуже детально і переконливо. За їхніми характерами можна простежити особисте ставлення Александра Дюма до тих чи інших осіб. Наприклад, поверхнево згаданий Жан-Поль Марат виглядає зловісною фігурою, а його ідейному спільнику маркізу де Лафаєту письменник надає благородних рис. Разом з тим, Дюма намагався бути відстороненим і показував як погані, такі добрі риси обох сторін громадянського конфлікту. Окремі епізоди, як от страта Фуллона і Бертьє де Савіньї описані ним у найдостовірніших деталях.
Для того, щоб розрядити зловісну атмосферу трагічних історичних подій, письменник в окремих сюжетах вдається до гумору і сатири. Це, зокрема, сцени спілкування Анжа Піту з абатом, опис його взаємовідносин з тіткою, керування ополченцями села Гарамонт.